# Sweet Silence Studios
Sweet Silence Studios er et dansk pladestudie, der blev åbnet i 1976 af lydteknikeren og produceren Freddy Hansson, der tidligere havde været tekniker i Rosenberg-studiet. Senere blev hans medhjælper Flemming Rasmussen medejer, og fra sidst i 90'erne drev Rasmussen studiet alene.
Sweet Silence blev fra starten et meget benyttet studie blandt danske rockmusikere, og ifølge Politikens Dansk Rock Leksikon fra 2002 havde det i anden halvdel af 1970'erne nærmest monopol på indspilning af dansk rock. I 1980'erne blev det tilmed internationalt kendt, da bl.a. Metallica indspillede to af deres plader dér, Ride The Lightning (1984) og Master Of Puppets (1986), begge produceret af Flemming Rasmussen. Også bandet Rainbow, med den tidligere Deep Purple-guitarist Ritchie Blackmore, indspillede to album i 80'erne på Strandlodsvej. 
Oprindelig var studiet placeret på Strandlodsvej, Amager, men i slutningen af 90'erne blev det pga. nedrivningsplaner flyttet til Njalsgade på Islands Brygge. I 2008 måtte det imidlertid lukke helt, da også bygningen i Njalsgade skulle rives ned.
Den første sang, der blev indspillet i Sweet Silence Studios, var "Hva' gør vi nu, lille du" med Gasolin'. Indspilningen foregik den 17. april 1976.
Sweet Silence genåbnede i april 2014 i Helsingør, som en del af Musikkens Hus i Murergade, under navnet Sweet Silence North, men lukkede igen i december 2017.
I januar 2018 flyttede studiet tilbage til København i Bandhotel SV, og åbnede med Søren Berlev’s Rock Hotel d. 12 februar 2018 og stadigvæk med Flemming Rasmussen ved roret.